# Liga Campionilor EHF Feminin 2024-2025
Liga Campionilor EHF Feminin 2024-25 a fost a 32-a ediție a Ligii Campionilor EHF Feminin, competiția celor mai bune cluburi de handbal feminin din Europa, organizată și supervizată de Federația Europeană de Handbal. Campioana acestei ediții a fost Győri Audi ETO KC, care a câștigat astfel cel de-al șaptelea trofeu similar din palmaresul său.

## Formatul competiției
La fel ca și în cele patru ediții anterioare, cea din 2024–2025 a început cu o fază preliminară, alcătuită din 16 echipe împărțite în două grupe de câte opt. Partidele s-au desfășurat după sistemul fiecare cu fiecare, cu meciuri pe teren propriu și în deplasare. Primele două echipe din fiecare grupă s-au calificat direct în sferturile de finală, în timp ce echipele clasate pe locurile 3–6 au jucat într-un playoff.
Fazele eliminatorii au fost alcătuite din patru runde: playoff, sferturi de finală și un turneu Final4, care a cuprins două semifinale și o finală. În sferturile de finală, celor 4 echipe calificate direct din faza grupelor li s-au alăturat cele 4 câștigătoare ale meciurilor din playoff. Cele 8 echipe rezultate au jucat câte două în meciuri pe teren propriu și în deplasare, iar cele patru câștigătoare pe baza scorului general al acestor meciuri s-au calificat în turneul Final4.
În turneul Final4, semifinalele și finala s-au jucat în câte o singură manșă, într-o sală neutră.

## Repartizarea echipelor
19 echipe din 9 țări s-au înscris pentru un loc în faza grupelor competiției, din care 9 echipe având un loc asigurat.
Locul fix rezervat Rusiei a rămas vacant, deoarece cluburilor din această țară nu li s-a mai permis să participe la competițiile organizate de EHF, în urma invadării  Ucrainei de către Rusia.
| Echipe cu loc asigurat          | Solicitări de wild-card         |
| ------------------------------- | ------------------------------- |
| Team Esbjerg (loc 1)            | RK Podravka Koprivnica (loc 1)  |
| Nykøbing Falster HK (loc 2)     | Odense Håndbold (loc 3)         |
| Metz Handball (loc 1)           | Brest Bretagne Handball (loc 2) |
| Handball Ludwigsburg (loc 1)    | BVB Handball (loc 4)            |
| FTC-Rail Cargo Hungaria (loc 1) | Győri Audi ETO KC (loc 2)       |
| Budućnost BEMAX (loc 1)         | DVSC Schaeffler (loc 3)         |
| Vipers Kristiansand (loc 1)     | Storhamar HE (loc 2)            |
| CSM București (loc 1)           | Sola HK (loc 3)                 |
| RK Krim Mercator (loc 1)        | CS Rapid București (loc 2)      |
|                                 | CS Gloria 2018 Bistrița (loc 3) |

După ce unele din solicitările de wild card au fost refuzate, lista finală a celor 16 participante a fost anunțată pe 21 iunie 2024.
| Team Esbjerg            | Nykøbing Falster HK    | Metz Handball       | Handball Ludwigsburg    |
| FTC-Rail Cargo Hungaria | Budućnost BEMAX        | Vipers Kristiansand | CSM București           |
| RK Krim Mercator        | RK Podravka Koprivnica | Odense Håndbold     | Brest Bretagne Handball |
| Győri Audi ETO KC       | Storhamar HE           | CS Rapid București  | CS Gloria 2018 Bistrița |

## Tragerea la sorți
Distribuția echipelor în urnele valorice a fost anunțată pe 25 iunie 2024. Prin alocarea neegală în urne, Federația Europeană de Handbal a încercat să evite ca echipele provenite din aceeași țară să fie extrase în aceeași grupă preliminară. S-a reușit acest lucru în cazul țărilor care au participat cu două echipe, dar nu și în cazul Danemarcei și României, țări care au participat cu trei echipe.
| Urna 1                                                                 | Urna a 2-a                                                 | Urna a 3-a | Urna a 4-a                              |
| ---------------------------------------------------------------------- | ---------------------------------------------------------- | --- | --------------------------------------- |
| FTC-Rail Cargo Hungaria Vipers Kristiansand Team Esbjerg Metz Handball | CSM București Handball Ludwigsburg RK Krim Budućnost BEMAX | RK Podravka Koprivnica Győri Audi ETO KC Storhamar HE Nykøbing Falster HK Brest Bretagne Handball CS Rapid București | Odense Håndbold CS Gloria 2018 Bistrița |

Tragerea la sorți a fost efectuată pe 27 iunie 2024, de la ora locală 17:30, la sediul EHF de la Viena, Austria, și a fost transmisă în direct pe canalul ehfTV, pe canalul YouTube Home of Handball și pe contul de Facebook al Ligii Campionilor EHF, fiind acoperită și pe rețelele de socializare X și Instagram.

## Faza grupelor
Cele 16 echipe au fost extrase în două grupe de câte opt. În urma tragerii la sorți au rezultat cele două grupe de mai jos.
În fiecare grupă, echipele au jucat una împotriva celeilalte după sistemul fiecare cu fiecare, cu meciuri pe teren propriu și în deplasare.
| Modul de departajare |
| --- |
| În faza grupelor, echipele au fost departajate pe bază de punctaj (2 puncte pentru victorie, 1 punct pentru meci egal, 0 puncte pentru înfrângere). La terminarea fazei grupelor, dacă două sau mai multe echipe dintr-o grupă au acumulat același număr de puncte, atunci departajarea lor s-a făcut conform capitolului 10, paragraful 10.2 din regulament, ținând cont de următoarele criterii și în următoarea ordine: 1. Cel mai mare număr de puncte obținute în meciurile directe; 2. Golaveraj superior în meciurile directe; 3. Cel mai mare număr de goluri înscrise în meciurile directe (sau în meciul din deplasare, în cazul sistemului tur-retur); 4. Golaveraj superior în toate meciurile din grupă; 5. Cel mai bun golaveraj pozitiv în toate meciurile din grupă; Regulamentul preciza că, dacă folosind criteriile de mai sus ar fi fost determinat locul uneia din echipele cu punctaj egal, criteriile urmau să fie din nou folosite în aceeași ordine până va fi determinat locul tuturor echipelor. În situația în care echipele ar fi rămas la egalitate și după folosirea criteriilor de mai sus, atunci Federația Europeană de Handbal urma să ia o decizie de departajare prin tragere la sorți. În timpul fazei grupelor, doar criteriile 4–5 s-au aplicat pentru a determina clasamentul provizoriu al echipelor. |

### Grupa A
| Loc | Echipa                  | MJ | V  | E | Î  | GM  | GP  | DG  | Pct | Calificare           |
| --- | ----------------------- | -- | -- | - | -- | --- | --- | --- | --- | -------------------- |
| 1   | Metz Handball           | 14 | 13 | 1 | 0  | 413 | 361 | +52 | 27  | Sferturile de finală |
| 2   | FTC-Rail Cargo Hungaria | 14 | 12 | 0 | 2  | 395 | 351 | +44 | 24  | Sferturile de finală |
| 3   | CSM București           | 14 | 9  | 0 | 5  | 414 | 383 | +31 | 18  | Playoff              |
| 4   | RK Krim Mercator        | 14 | 6  | 1 | 7  | 390 | 404 | −14 | 13  | Playoff              |
| 5   | RK Podravka Koprivnica  | 14 | 5  | 1 | 8  | 383 | 392 | −9  | 11  | Playoff              |
| 6   | Storhamar HE            | 14 | 3  | 2 | 9  | 351 | 377 | −26 | 8   | Playoff              |
| 7   | CS Gloria 2018 Bistrița | 14 | 3  | 0 | 11 | 378 | 410 | −32 | 6   |                      |
| 8   | Nykøbing Falster HK     | 14 | 1  | 3 | 10 | 372 | 418 | −46 | 5   |                      |

|                | FTC     | MET     | BUC     | KRI     | STO     | NYK     | KOP     | BIS     |
| -------------- | ------- | ------- | ------- | ------- | ------- | ------- | ------- | ------- |
| FTC-Rail Cargo | –       | 23 – 26 | 31 – 28 | 28 – 26 | 26 – 25 | 31 – 22 | 33 – 24 | 32 – 28 |
| Metz Handball  | 24 – 19 | –       | 27 – 24 | 34 – 30 | 24 – 20 | 30 – 22 | 35 – 31 | 28 – 26 |
| CSM București  | 26 – 28 | 31 – 32 | –       | 36 – 23 | 32 – 28 | 27 – 26 | 31 – 30 | 32 – 23 |
| RK Krim        | 22 – 27 | 25 – 34 | 29 – 31 | –       | 25 – 23 | 35 – 25 | 30 – 29 | 28 – 25 |
| Storhamar HE   | 21 – 27 | 29 – 29 | 21 – 32 | 29 – 28 | –       | 22 – 22 | 23 – 25 | 25 – 23 |
| Nykøbing       | 27 – 34 | 27 – 28 | 27 – 29 | 30 – 30 | 28 – 33 | –       | 28 – 31 | 32 – 24 |
| RK Podravka    | 29 – 30 | 26 – 28 | 28 – 29 | 23 – 24 | 25 – 24 | 27 – 27 | –       | 26 – 25 |
| Gloria 2018    | 23 – 26 | 28 – 34 | 30 – 26 | 30 – 35 | 31 – 28 | 37 – 29 | 25 – 29 | –       |

### Grupa B
| Loc | Echipa                  | MJ | V  | E | Î  | GM  | GP  | DG  | Pct | Calificare           |
| --- | ----------------------- | -- | -- | - | -- | --- | --- | --- | --- | -------------------- |
| 1   | Győri Audi ETO KC       | 14 | 12 | 1 | 1  | 397 | 333 | +64 | 25  | Sferturile de finală |
| 2   | Team Esbjerg            | 14 | 10 | 1 | 3  | 414 | 360 | +54 | 21  | Sferturile de finală |
| 3   | Odense Håndbold         | 14 | 10 | 0 | 4  | 434 | 376 | +58 | 20  | Playoff              |
| 4   | Brest Bretagne Handball | 14 | 7  | 1 | 6  | 414 | 383 | +31 | 15  | Playoff              |
| 5   | HB Ludwigsburg          | 14 | 6  | 1 | 7  | 391 | 411 | −20 | 13  | Playoff              |
| 6   | CS Rapid București      | 14 | 2  | 2 | 10 | 350 | 412 | −62 | 6   | Playoff              |
| 7   | Budućnost BEMAX         | 14 | 1  | 3 | 10 | 324 | 398 | −74 | 5   |                      |
| 8   | Vipers Kristiansand     | 14 | 3  | 1 | 10 | 245 | 296 | −51 | 7   | Retrasă              |

|                | VIP     | ESB     | BUD     | LUD     | GYŐ     | BRE     | BUC     | ODE     |
| -------------- | ------- | ------- | ------- | ------- | ------- | ------- | ------- | ------- |
| Vipers         | –       | 0 – 10  | 32 – 23 | 30 – 23 | 0 – 10  | 0 – 10  | 30 – 30 | 26 – 24 |
| Team Esbjerg   | 30 – 29 | –       | 26 – 19 | 30 – 30 | 23 – 29 | 36 – 27 | 39 – 32 | 39 – 30 |
| ŽRK Budućnost  | 26 – 20 | 23 – 27 | –       | 25 – 36 | 23 – 23 | 22 – 35 | 21 – 21 | 24 – 33 |
| Ludwigsburg    | 33 – 29 | 31 – 36 | 26 – 18 | –       | 26 – 31 | 26 – 33 | 30 – 24 | 24 – 40 |
| Győri ETO KC   | 27 – 22 | 28 – 26 | 33 – 21 | 32 – 19 | –       | 28 – 27 | 31 – 20 | 28 – 35 |
| Brest Handball | 30 – 27 | 33 – 32 | 23 – 23 | 26 – 28 | 34 – 35 | –       | 33 – 21 | 36 – 38 |
| CS Rapid       | 10 – 0  | 26 – 28 | 32 – 27 | 29 – 37 | 25 – 28 | 31 – 34 | –       | 25 – 42 |
| Odense Hb.     | 10 – 0  | 23 – 32 | 31 – 29 | 28 – 22 | 32 – 34 | 36 – 33 | 32 – 24 | –       |

## Fazele eliminatorii

### Playoff
| Echipa 1               | Scor gen. | Echipa 2                | Tur   | Retur |
| ---------------------- | --------- | ----------------------- | ----- | ----- |
| CS Rapid București     | 46 – 62   | CSM București           | 24–34 | 22–28 |
| Storhamar HE           | 41 – 58   | Odense Håndbold         | 20–33 | 21–25 |
| HB Ludwigsburg         | 54 – 47   | RK Krim Mercator        | 31–21 | 23–26 |
| RK Podravka Koprivnica | 54 – 61   | Brest Bretagne Handball | 27–26 | 27–35 |

### Sferturile de finală
| Echipa 1                | Scor gen. | Echipa 2                | Tur   | Retur |
| ----------------------- | --------- | ----------------------- | ----- | ----- |
| Brest Bretagne Handball | 58 – 62   | Metz Handball           | 26–29 | 32–33 |
| HB Ludwigsburg          | 46 – 54   | Győri Audi ETO KC       | 24–25 | 22–29 |
| Odense Håndbold         | 52 – 51   | FTC-Rail Cargo Hungaria | 27–27 | 25–24 |
| CSM București           | 52 – 55   | Team Esbjerg            | 30–29 | 22–26 |

### Final four
Câștigătoarele sferturilor de finală s-au calificat în turneul Final four.

### Echipele calificate
- Győri Audi ETO KC
- Metz Handball
- Odense Håndbold
- Team Esbjerg

|  | Semifinalele Sala MVM Dome, Budapesta | Semifinalele Sala MVM Dome, Budapesta |                   |    | Finala Sala MVM Dome, Budapesta | Finala Sala MVM Dome, Budapesta |
|  |                                       |                                       |                   |    |                                 |                                 |
|  | 31 mai 2025                           |                                       |                   |    |                                 |                                 |
|  |                                       |                                       |                   |    |                                 |                                 |
|  | Győri Audi ETO KC                     | 29                                    |                   |    |                                 |                                 |
|  | Győri Audi ETO KC                     | 29                                    | 1 iunie 2025      |    |                                 |                                 |
|  | Team Esbjerg                          | 28                                    |                   |    |                                 |                                 |
|  | Team Esbjerg                          | 28                                    | Győri Audi ETO KC | 29 |                                 |                                 |
|  | 31 mai 2025                           |                                       | Győri Audi ETO KC | 29 |                                 |                                 |
|  |                                       | Odense Håndbold                       | 27                |    |                                 |                                 |
|  | Metz Handball                         | Odense Håndbold                       | 27                | 29 |                                 |                                 |
|  | Metz Handball                         |                                       |                   | 29 |                                 |                                 |
|  | Odense Håndbold                       | 31                                    |                   |    |                                 |                                 |
|  | Odense Håndbold                       | 31                                    | Finala mică       |    |                                 |                                 |
|  |                                       |                                       |                   |    |                                 |                                 |
|  | 1 iunie 2025                          |                                       |                   |    |                                 |                                 |
|  |                                       |                                       |                   |    |                                 |                                 |
|  | Team Esbjerg                          | 30                                    |                   |    |                                 |                                 |
|  | Team Esbjerg                          | 30                                    |                   |    |                                 |                                 |
|  | Metz Handball                         | 27                                    |                   |    |                                 |                                 |

## Clasamentul marcatoarelor
Actualizat pe 1 iunie 2025
| Poz. | Nume                  | Echipă                  | Goluri |
| ---- | --------------------- | ----------------------- | ------ |
| 1    | Henny Reistad         | Team Esbjerg            | 154    |
| 2    | Elizabeth Omoregie    | CSM București           | 109    |
| 3    | Sarah Bouktit         | Metz Handball           | 107    |
| 4    | Cristina Neagu        | CSM București           | 101    |
| 5    | Ana Gros              | RK Krim Mercator        | 91     |
| 6    | Clarisse Mairot       | Brest Bretagne Handball | 88     |
| 7    | Matea Pletikosić      | RK Podravka Koprivnica  | 86     |
| 8    | Dione Housheer        | Győri Audi ETO KC       | 85     |
| 8    | Anna Viahireva        | Brest Bretagne Handball | 85     |
| 10   | Thale Rushfeldt Deila | Odense Håndbold         | 84     |